# Hernán Caire
Hernán Pablo Caire (Buenos Aires, 8 de noviembre de 1969) es un actor, modelo, cantante y conductor de televisión argentino.

## Biografía
Hernán Caire es el mayor de tres hermanos varones, Diego y Daniel, que tuvieron sus padres Dora López y Oscar Caire. [cita requerida]

## Carrera
Apareció por primera vez en las pantallas de televisión en 1990 en diferentes publicidades. En 1991 fue convocado para el exitoso programa Jugate conmigo, por Cris Morena, ahí es cuando Sony Music debido al éxito edita el compilado del programa y Hernán graba así su primera canción en su sello multinacional, llamada «Primer amor» y lo canta a dúo con Cris.
En 1992 arrancó su carrera como actor, comenzando con Brigada cola junto a Guillermo Francella hasta 1993, y en 1994 junto a Emilio Disi. En 1995 forma parte de otro éxito de la televisión llamado Un hermano es un hermano, nuevamente junto a Guillermo Francella y el recordado actor Javier Portales.
En 1996 firma su vinculación al Canal 13 de televisión y forma parte del elenco protagónico de la telenovela Gino junto a Arnaldo André.
En 1997 fue el conductor de Latino por Canal 9, un programa dedicado especialmente a la música latina.
Grabó su primer disco solista homónimo, Hernán Caire, en este álbum varias de las canciones son compuestas por él. Para fines de ese mismo año, inicia el Tour Hernán Caire 97, presentándose por todo el país.
En 1998 fue el conductor del programa de cumbia A pleno sábado en el canal América TV, hasta 1999. En ese mismo año cambió de sello grabador y se convierte en artista de la compañía disquera BMG. Su segundo disco se llamó Quema como el sol y fue producido por José L. Pagán. 
Durante 2002 Hernán se lanzó como productor y conductor del ciclo La hora de las brujas en el canal Plus satelital los domingos a la medianoche, en 2003 estrenó la segunda temporada. Al año siguiente fue convocado por el canal América Sports para estar al frente del programa deportivo del club de sus amores San Lorenzo TV, que se extiende hasta fines de 2005. En el año 2006 nuevamente es convocado por la productora Ser TV y el canal America 2 y se pone al frente de otro programa musical Pasión de sábado. Paralelamente, en 2007, entró al famoso reality de Endemol y Telefé, Gran Hermano Famosos. El 14 de junio Hernán decide abandonar de forma voluntaria el programa.
A comienzos de 2013, después de doce años al frente del ciclo de música tropical Pasión de sábado, el conductor fue desvinculado del mismo. La decisión de Hernán fue no despedirse al aire, sino mediante una carta que quiso hacer pública. Ese mismo año es por el canal paraguayo Telefuturo, para conducir La liga, un programa musical y de entretenimientos junto a la modelo Gloria Jara.
En 2014 también vuelve a conducir otro programa de la movida tropical llamado Baila Santa Fe por Canal 5 de Rosario.

## Televisión
| Año         | Programa                 | Emisora            | Rol                  |
| ----------- | ------------------------ | ------------------ | -------------------- |
| 1991        | Jugate conmigo           | Telefe             | Animador             |
| 1992-1994   | Brigada cola             | Telefe             | Tigre                |
| 1995        | Un hermano es un hermano | Telefe             | Hernán               |
| 1996        | Gino                     | Canal 13           | Diego Spadalacua     |
| 1997        | Latino                   | Canal 9            | El mismo / Conductor |
| 1997 - 1999 | A pleno sábado           | América TV         | Conductor            |
| 1999 - 2002 | Siempre sábado           | América TV         | Conductor            |
| 2002 - 2003 | La hora de las brujas    | Plus Satelital     | Conductor            |
| 2004 - 2005 | San Lorenzo TV           | América Sports     | Conductor            |
| 2006 - 2013 | Pasión de sábado         | America TV         | Conductor            |
| 2007        | Gran hermano famosos     | Telefe             | Participante         |
| 2014        | La Liga                  | Telefuturo         | El mismo / Conductor |
| 2014-2015   | Baila Santa Fe           | Canal 5 de Rosario | Conducción           |
| 2017        | Baila Conmigo Paraguay   | Telefuturo         | Participante         |

## Discografía

### Álbumes
| Año  | Álbum                                                 |
| ---- | ----------------------------------------------------- |
| 2001 | Hernán Caire - 1.º álbum de estudio - Sello: -        |
| 2004 | Quema como el sol - 2.º álbum de estudio - Sello: BMG |